# Oligosoma smithi
Espèce
Synonymes
- Mocoa smithii Gray, 1845
- Lygosomella aestuosa Girard, 1857
- Norbea isolata Hutton, 1872
- Leiolopisma smithii (Gray, 1845)

Oligosoma smithi est une espèce de sauriens de la famille des Scincidae.

## Répartition
Cette espèce est endémique de Nouvelle-Zélande. Elle se rencontre dans l'île du Nord ainsi que dans l'île de la Grande Barrière.

## Étymologie
Cette espèce est nommée en l'honneur d'Alexander Smith, le collecteur des spécimens types.

## Publication originale
- Gray, 1845 : Catalogue of the specimens of lizards in the collection of the British Museum, p. 1-289 (texte intégral).